# George Stephens
George Stephens MA (falecido em 18 de janeiro de 1751) foi um Cónego de Windsor de 1735 a 1751

## Carreira
Ele foi nomeado:
- Vigário da Igreja de Todos os Santos, Isleworth 1746 - 1751
- Reitor de West Clandon, Surrey

Ele foi nomeado para o primeiro banco do coro na Capela de São Jorge, o Castelo de Windsor, em 1735, e manteve o seu lugar até 1751. Ele foi enterrado na capela.